# Ҵә
Ҵә – dwuznak cyrylicy wykorzystywany w zapisie języka abchaskiego. Służy do oznaczania dźwięku [ʨʼʷ].

## Kodowanie
| Forma     | Wygląd | Części składowe | Części składowe |
| --------- | ------ | --------------- | --------------- |
| majuskuła | Ҵә     | U+04B4 Ҵ        | U+04D9 ә        |
| minuskuła | ҵә     | U+04B5 ҵ        | U+04D9 ә        |